# マジック・ジョンソン
アービン・"マジック"・ジョンソン・ジュニア（Earvin "Magic" Johnson Jr., 1959年8月14日 - ） は、アメリカ合衆国ミシガン州ランシング出身の元プロバスケットボール選手で現在は実業家。NBAの名門ロサンゼルス・レイカーズで活躍した。史上最高のポイントガードと称され、レイカーズで13シーズンプレーした後、1996年に「NBA史上最高の50人の選手」及び2021年に「NBA75周年記念チーム 」の一人として選出されている。
1980年代にラリー・バードやマイケル・ジョーダンらとともにNBAの世界的ブームを牽引したスーパースターであり、そのプレー、実績から歴代最高のポイントガード、ひいてはジョーダンやカリーム・アブドゥル・ジャバー等と並びNBA史上最高のプレイヤーの1人と評される。
選手時代にはNBAでポイントガードとしてプレーし、1980年代にロサンゼルス・レイカーズで5回の優勝に貢献する（1980年、1982年、1985年、1987年、1988年）。1991年にHIV感染を理由に引退。2002年に殿堂入りした。ポイントガードからセンターまで全てでプレーすることができたため身長によるポジションの概念を覆し、それまで得点の陰に隠れ目立たないプレーであったパスを派手で華やかなものに変え、今では花形プレーの1つとされるノールックパスを世に広めた革命的な存在であった。
また、レギュラーシーズンの通算勝率73.95%(670勝236敗)は歴代1位である。

## 経歴

### 少年期と大学時代
ミシガン州ランシングという小さな町で父アーヴィン・シニアと母クリスティンの間の7人兄弟の4番目として生まれた。両親は共に南部出身の黒人だったが、自動車関係の仕事を求めてミシガン州に移り住んできた。父親はゼネラルモーターズの傘下の会社で働くほか、副業もこなしていた。母親も学校の用務員など常に何かの仕事に就いていた。少年時代からまずは父親を相手にバスケットボールを始め、少年チームに参加し、バスケットボール漬けの日々を過ごした。
中学時代からすでに仲間内で一番の長身で、運動能力も抜群だった。一試合で48点をあげたこともあったという。その頃からミシガン州でも有名な黒人がほとんどを占めるセクストン高校への進学を夢見はじめる。バスケットの強豪校として知られる高校でプレーし、スターとなることが彼の当時の一番の夢だった。
ところが、ジョンソンが高校に進学する数年前、ミシガン州では「強制バス通学制度」ができた。人種の融合を図るため、白人がほとんどを占める高校に一定数の黒人を編入するというもので、ジョンソンの家は境界線のすぐ外に位置していた。そのため名門セクストン高校に友人達と一緒に通えないばかりか遠距離の白人ばかりの高校・エベレット高校に強制的に通わされる羽目になった。エベレット高校では不自然な少数の黒人学生の編入によってトラブルが絶えず、現にジョンソンの兄はコーチと口論になったことがもとでバスケット部を辞めてしまっている。しかし、彼は粘り強く周囲と交渉する術を学び、また誰よりも熱心に練習し、プレーして勝利をもたらすことで周囲に自分を認めさせることに成功する。ジョンソンが4年生の時、同校のチームは27勝1敗の成績をあげ、ミシガン州を制した。今に残るニックネーム「マジック」は、1年生の時のジョンソンがある試合で36得点・18リバウンド・16アシストを記録するのを見た地元の新聞記者が名付けた。まもなくこのニックネームはミシガン州全域で有名になる。また、このころからチームで最長身の選手でありながらセンターやフォワードではなく、ガードのポジションがジョンソンに適していることを高校のコーチが最初に見抜き、ポイント・ガードとしてプレーすることが多くなった。
高校の卒業を控え、全米中の大学から勧誘が殺到する。ジョンソンは州で一番のバスケットの強豪であるミシガン大学と、高校の時からよく出入りし練習にも参加させてもらっていたミシガン州立大学のどちらに進学するか、あるいは全米の他の有名大学に進学するかを相当悩んでいた。学校の恩師やバスケット関係者の多くがミシガン州立大学の出身で、本人も本当は地元のミシガン州立大学に行きたかったが、新たに同大学のコーチとなったジャッド・ヒースコートは試合中に選手を怒鳴りつけることが多く、ジョンソンはあまりいい印象を持っていなかった。しかし、彼の家を訪問したヒースコートは、「他の大学に進めば君はセンターとして起用されるだろう。しかし、私は君をポイント・ガードとして起用するつもりだ」とジョンソンの天分を見抜いた。またよく怒鳴るのも彼の情熱の現れだと知り、これが決め手となってジョンソンはミシガン州立大学への進学を決める。
大学でのジョンソンは、1年生の時にはそれまであまり強豪とは言えなかったミシガン州立大学のチーム（スパルタンズ）を率いて25勝5敗の成績を残し、NCAAファイナル・フォーにはあとわずかで届かなかったが前年とは比較にならない好成績を残す。2年生時にはスパルタンズは25勝5敗で地区制覇し、NCAAトーナメント決勝へと進出した。決勝へ勝ち上がってきたもう一つのチームは、それまで一度もNCAAトーナメントに出場もしたことのない無名校インディアナ州立大だった。同大学のチームはシーズンを33勝0敗で過ごしており、チームを率いていたのは後にマジックにとって最高のライバルとなるラリー・バードであった。両者の対決する決勝戦は大学バスケットボール決勝の歴史で最高の視聴率を記録した。前日の練習でコーチのヒースコートに「仮想・ラリー・バード」の役を演じるように命じられたジョンソンが見事なパフォーマンスを見せたことも功を奏し、ジョンソンのミシガン州立大学がバードを抑えることに成功し、75-64で勝利。ジョンソンとミシガン州立大学は初のNCAAチャンピオンとなった。しかし、この時始まったジョンソンとバードのライバル関係はプロ入り以降にも続くことになる。また、大学時代の同級生で、後に妻となる女性ともこの頃出会っている。しかし、ジョンソンはバスケットで勝利することが一番の望みで、家庭生活がその妨げになることを恐れ、その後10年以上付き合ったり、別れたり、婚約しては解消するなどの関係となり、結婚したのは1991年である。

### ロサンゼルス・レイカーズ時代

#### キャリア初期
NCAAトーナメントで優勝を成し遂げた後、1979年にミシガン州立大学を2年生で中退し、NBA入りすることを表明する。前年のNBA最低成績だったシカゴ・ブルズとユタ・ジャズがドラフトの一位指名権をかけてコイントスを行うことになったが、ジャズの指名権はロサンゼルス・レイカーズにトレードされており、コイントスに勝ったレイカーズが全体1位でマジック・ジョンソンを指名した。実はジョンソンの指名はそれまでのNBAで前例のない長身ポイント・ガードであること、当時のジョンソンはアウトサイド・シュートがやや苦手だったことなどからレイカーズ首脳陣からは反対が多かった。このときレイカーズの新オーナーとなったジェリー・バスがマジック・ジョンソンを指名しないとチームを買い取るのを止めると言い切り、決断を下した。当時のNBA新人としては最高金額だった年俸50万ドルで契約が成立したが、その1ヶ月後、前年のドラフトでボストン・セルティックスから契約条項の盲点を突く形で6位で指名されていたラリー・バードが60万ドルの契約を結んだため、新人最高額の記録はすぐに塗り替えられてしまった。
レイカーズでは少年時代からあこがれていたプレーヤーであるカリーム・アブドゥル＝ジャバーやノーム・ニクソン、ジャマール・ウィルクスといった名選手たちと共に先発ガードとしてプレーすることになった。NBA最初の試合で勝利を決めるシュートを決めたアブドゥル＝ジャバーにジョンソンは興奮して抱きつくなど情熱的なプレーでチームを牽引。前年より13勝も勝ち星を増やし（60勝22敗）、1年目からNBAオールスターゲームにも選ばれ、先発出場するなど人気も抜群で、18得点、7.7リバウンド、7.3アシストという好成績でシーズンを終えるなど評価が高かったが、新人王レースではラリー・バードに敗れた。
ルーキーシーズンを終えてのプレーオフ、フェニックス・サンズとシアトル・スーパーソニックスを退け、ジュリアス・アービング率いるフィラデルフィア・セブンティシクサーズと対戦したNBAファイナルで、レイカーズが3勝2敗と優勝に王手をかけていた時、それまで絶好調だったチームの大黒柱、アブドゥル＝ジャバーが第5戦で足首を捻挫してしまう。アブドゥル＝ジャバーが欠場した第6戦にポール・ウェストヘッド監督がジョンソンをアブドゥル＝ジャバーに代えてセンターとして起用するという奇策を用いたところ、42得点、15リバウンド、7アシストという大活躍によりレイカーズが優勝した。当時まだ20歳のルーキーだったジョンソンは、こうしてファイナルMVPを受賞した史上唯一のルーキーとなった。
2シーズン目のジョンソンは、試合中の接触で膝に怪我を負い、37試合の出場にとどまった。プレーオフの1回戦には怪我をおして出場したものの、プレーは散々な出来となり、レイカーズは1勝2敗で敗退した。
翌1981-82シーズンのレイカーズは57勝25敗でウェスタンカンファレンスで1位となった。ファイナルではセブンティシクサーズを4勝2敗で下して優勝した。ジョンソンは再びMVPに選ばれたが、ジョンソンにとっては辛い1年となった。
当時のレイカーズの監督、ポール・ウェストヘッドはそれまでは選手達に比較的自由にプレーさせていたが、この頃より速攻よりも緻密なハーフコートオフェンスを重視するという自分の持論をチームに強制するようになる。チームの攻撃が勢いのないものになり成績も低迷するなか、得意の速攻をリードすることを封じられ、それを不満に思っていたジョンソンはシーズン序盤に「自分をトレードしてほしい」とマスコミに向かって発言した。その翌日、ウェストヘッドは解雇された。この異動は予定されていたものだと発表されたが、ファンやマスコミはジョンソンを「コーチ・キラー」と痛烈に非難した。このシーズン、ジョンソンは選手生活で唯一オールスターの先発に選ばれなかった。
ウェストヘッドの後任には、アシスタントコーチだったパット・ライリーが昇格し、チームは次第に以前の走るスタイルを取り戻していった。ライリーは選手達にチャンピオンとしての自覚を促し、厳しい練習を課すことで非難が集中していたレイカーズとジョンソンを再び優勝させることに成功する。
そして翌1982-83シーズンにはやはりトレードでレイカーズが得た1位指名権でジェームズ・ウォージーがチームに入団。この時代に一世を風靡する「ショータイム」と呼ばれたオフェンスの中核となるメンバーが集まっていた。
ただし、このシーズンのファイナルでは主力を怪我で欠き、レイカーズはセブンティシクサーズに優勝を譲ることになった。

#### キャリア中期
レイカーズのオフェンスはジョンソンのパスの技術に負うところが大きかった。前シーズンにチーム入りしたウォージーは俊敏な選手で、ジョンソンのアシストからウォージーがダンクシュートで締めるレイカーズの速攻は人気を集めた。この「ショータイム」と呼ばれたオフェンスはこの時代のレイカーズの象徴となった。また、敵の選手を自分に引きつけておき、顔の向きの反対側や背面にいきなりパスを出す「ノールック・パス」もジョンソンの十八番だった。ライリー監督の指導のもと、レイカーズはリーグ屈指の強豪となった。
一方、東海岸ではボストン・セルティックスが強豪としての地位を確立していた。ジョンソンはセルティックスのエースだったラリー・バードとしばしば比較され、二人はライバルとしてとらえられていた。
1983-84シーズン、マジックは46試合連続2桁アシストというNBA記録を達成した。レイカーズは54勝28敗でリーグ第2位の成績。1位は62勝20敗のセルティックスで、バードはMVPに選ばれていた。両チームはプレーオフを勝ち上がり、ファイナルで対戦することになった。二人は大学時代にも優勝を競っていた因縁のライバルということもあり、ファイナルは全国的な注目を集めた。
NBAファイナルの第1戦は、予想に反してアブドゥル＝ジャバーの大活躍もあり、レイカーズがアウェイとなるボストン・ガーデンで勝利。続く第2戦、レイカーズがリードし、試合の終了間際となったが、ウォージーが投げたパスをセルティックスのジェラルド・ヘンダーソンがスティールし、同点とされる。延長時間の残り数秒でジョンソンは残り時間の計算を間違え、そのままセルティックスの勝利となった。本拠地ロサンゼルスに戻ってきた第3戦ではジョンソンが21アシストとNBAファイナル記録となる活躍でチームをリードし大勝した。
セルティックスのケビン・マクヘイルがレイカーズのカート・ランビスを床に叩き付けて乱闘寸前となるなど荒れた試合となった第4戦、残り時間1分を切ったところでジョンソンはボールを失い、最後の局面でフリースローを2本ミス。延長になった試合をレイカーズが落とし、シリーズは2勝2敗のタイとされてしまう。
会場をボストンに再度移しての第5戦、異常気象による熱波で会場内が40度以上になるという事態にペースを狂わされ、レイカーズは敗戦。第6戦はバイロン・スコットの活躍などでレイカーズが制した。
最終戦の第7戦では終盤にジョンソンがミスを重ね、僅差の試合だったがついにレイカーズは追いつけず、セルティックスが優勝した。両チームは60年代からNBAファイナルで対戦を続け、レイカーズは一度もセルティックスを破ることができないという因縁の関係だった。敗戦の後もレイカーズの面々とジョンソンは、マスコミやセルティックスの選手たちから非難や中傷を浴び続ける。レイカーズは楽に優勝できたはずなのに勝てる試合を自分の失敗で落としたと言われ続けた。選手生活で最悪の時期だったとジョンソンは後に語っている。彼はこの失敗をよく分析し、精神力で負けないように普段の練習の時から鍛錬を積み、セルティックスを破る機会を待ち望んだ。
このオフシーズン、ジョンソンはテレビCMの撮影でラリー・バードと初めて親しく語り合う機会に恵まれる。マスコミの扇動もあって互いに嫌い合っているように思わされてきた二人だったが、実際に話してみると意外にも二人には共通点が多く、話の合う友人となった。

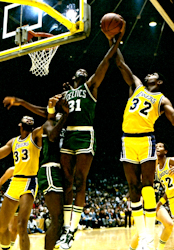
1985年のNBAファイナルにてジョンソン（右）とボストン・セルティックスのセドリック・マクスウェル（左）の戦い

翌1984-85シーズン、レイカーズは62勝20敗で、セルティックスの63勝19敗に次ぎリーグ2位の成績だった。ジョンソンは前シーズンに続いてリーグ最多の平均アシスト数をマークし、オールNBAファーストチームに選出された。このシーズン再びレイカーズはプレーオフを勝ち上がり、再びNBAファイナルでセルティックスと対戦することになった。
前年の復讐を狙うレイカーズだったが、ボストンで行われた初戦はアブドゥル＝ジャバーの不調とセルティックスの控え選手の予想外の大活躍でセルティックスに33点差をつけられて大敗してしまう。続く第2戦はレイカーズの監督パット・ライリーが試合前に初戦の失敗をビデオで何度も選手たちに見せて奮起を促し、レイカーズが勝利。ロサンゼルスに移った第3戦はレイカーズが大差で勝ち、第4戦はセルティックスが辛勝。5戦目はレイカーズが勝利をものにし、3勝2敗でボストンに試合の場を移すことになった。
6戦目のセルティックスは終盤に差を詰められず、ジョンソンとアブドゥル＝ジャバーの活躍もあってレイカーズが勝ちを収めた。レイカーズが歴史上初めてセルティックスに勝って優勝したばかりでなく、セルティックスがホームで優勝を奪われたのもNBA史上初めてのことだった。
レイカーズはこの翌シーズンもリーグ2位の62勝20敗という成績だった。プレーオフのウェスタンカンファレンス決勝まで勝ち上がったレイカーズは、ヒューストン・ロケッツを相手に1勝4敗の番狂わせを演じられてファイナル出場を逃した。アキーム・オラジュワンとラルフ・サンプソンという「ツインタワー」の高さにやられたこともあるが、長年アブドゥル＝ジャバーを中心としてきたオフェンスが相手チームから研究し尽くされ、予測され限界を露呈してきていたことが敗戦の原因だった。
続く1986-87シーズンはレイカーズとジョンソンにとって転機となった。レイカーズのライリー監督は、アブドゥル＝ジャバーに代わりジョンソンがチームリーダーの役割を果たすよう求めた。前シーズンまでと変わり、ジョンソンがチームトップの得点を上げるようになった。
このシーズンは、ジョンソンがアブドゥル＝ジャバーに学び、彼が得意としたフックシュートを習得した時期でもあった。アブドゥル＝ジャバーの放つフックシュートは打点が高いことで有名だったが、ジョンソンが会得したものはより動きの小さいベビーフックと呼ばれるシュートだった。
1986-87シーズン、レイカーズはセルティックスを上回る65勝17敗を上げ、リーグ1位となった。5年間で4度目のアシスト王になったジョンソンは、プロ入り以来初めてレギュラーシーズンのMVPに選ばれた。
プレーオフでは、レイカーズは11勝1敗の強さで再びNBAファイナルに進出した。イースタンカンファレンスでは、またもセルティックスがファイナルまで勝ち上がった。レイカーズはホームでの最初の2戦に勝利。ボストンに舞台を移した第3戦では、セルティックスが勝ちを上げた。
第4戦は競った展開になった。試合時間残り2秒でジョンソンはベビーフックを放ち、レイカーズが逆転した。最後にバードがシュートを放ったがリングに弾かれ、レイカーズは3勝1敗と優勝に王手をかけた。このシュートはジョンソンの生涯最高のシュートとして挙げられることが多い。残りの2戦を1勝1敗で終え、レイカーズは1980年代で4度目の優勝を果たした。ジョンソンはファイナルのMVPに選ばれた。

#### キャリア終盤
前年にセルティックスを倒して優勝した後、祝賀会で監督のライリーが来年も絶対に優勝すると前代未聞の連覇宣言をおこなった。そのプレッシャーがかかるなか、1987-88シーズンのレイカーズは、リーグ最高の62勝20敗の成績を残した。しかしプレーオフでは苦戦続きで2回戦のユタ・ジャズ、3回戦のダラス・マーベリックス共に最終戦までもつれる激戦となり、やっとのことでNBAファイナルに進出した。一方東地区で台頭したデトロイト・ピストンズがプレーオフではセルティックスを破り、NBAファイナルでレイカーズと対戦することとなった。ファイナルでもピストンズは奮戦し、ジョンソンがインフルエンザで倒れたりしたこともありレイカーズを第7戦まで追い込む。しかし体調不良を押して出場したジョンソンの活躍やピストンズのエース、アイザイア・トーマスが足を捻挫したこともあってピストンズは一歩及ばず、レイカーズは1980年代で5度目、前シーズンから2年連続の優勝を手にした。
翌1988-89シーズンをレイカーズは57勝25敗で終え、試合平均22.5得点、12.8アシスト、7.9リバウンドとオールラウンドに活躍したジョンソンはMVPに選ばれた。プレーオフでも西地区は全勝で通過する。しかしNBAファイナルではジョンソンはふくらはぎを負傷して欠場を余儀なくされ、レイカーズはデトロイト・ピストンズと戦ったファイナルを0勝4敗で落とした。
続く1989-90シーズンのレイカーズは63勝19敗でリーグ首位、前シーズン同様の成績を残したジョンソンは再びMVPを獲得した。レギュラーシーズンのMVP受賞回数において、ジョンソンはラリー・バードに並ぶ3回に達した。しかしプレーオフではこの年もサンズに敗れ、ファイナル進出はならなかった。
この時期になるとレイカーズの主要メンバーは年齢が高くなり、走る攻撃よりも一層堅実な戦術を重視するようになっていた。アブドゥル＝ジャバーは1989年に引退しており、ライリー監督は1990年にチームを去った。
次の1990-91シーズン、レイカーズはポートランド・トレイルブレイザーズ、シカゴ・ブルズに次いで58勝24敗でリーグ3位の成績。プレーオフではブレイザーズを下し、ジョンソンのデビュー以来9度目のNBAファイナル進出を果たした。しかしファイナルではシカゴ・ブルズに1勝4敗で敗れ、ジョンソンはリーグを牽引する役割をマイケル・ジョーダンに譲ることになった。
翌シーズン開幕直後、生命保険の健康診断を受けたジョンソンはHIVウイルスの感染が判明し、突如引退を発表する（後述）。しかし、オールスターゲームのファン投票では、そのシーズン1試合も出場していないにもかかわらず最多得票を獲得し出場。試合終盤にはアイザイア・トーマスとジョーダンに1on1の真っ向勝負を挑まれ、会場は大興奮、大歓声に包まれた。さらにスタッツでは得点とアシストで両チーム最多を記録するなど大活躍でMVPを獲得している。HIVの感染発覚後、しばらくは運動や練習も控える生活をしていたが、その後の健康状態は非常に良好で、プレーをしても生命に支障がないことがわかってからはオリンピックのドリームチームで活躍し、金メダルを獲得した。そしてNBAにも復帰を果たそうとしたが、当時のNBA選手たちはHIVやエイズに対して無知であり、『ジョンソンとの接触プレーで感染するのではないか?』という非難を受けることになり、復帰を断念せざるを得なくなった。これ以降のジョンソン自身によるHIVについての数多くの啓蒙活動などにより、選手や関係者の理解も深まり、1995-96シーズン中盤についにNBAに復帰し、レイカーズの選手としてプレーすることになった。HIVへの感染を表明した人間がプロスポーツでプレーできるのは史上初のことであった。5年あまりのブランクもあり、出場時間も短めで控え選手としての起用が多かったが、しっかりとした成績は残していた。しかし、ジョンソンを悩ませたのはむしろチーム内のジェネレーション・ギャップと人間関係だった。ジョンソンの復帰で出番が減ったプレーヤーが試合放棄をしたり、勝利に対しての意識も以前の選手たちとは全く異なっていた。結局、レイカーズは同シーズンのプレーオフ進出は果たすも、1回戦でヒューストン・ロケッツに敗退。この敗戦後、このチームでの自らの限界を悟ったジョンソンは今度こそ最後だと引退を発表する。翌シーズンにシャキール・オニールのレイカーズ移籍加入が決まった時にはジョンソンが「復帰してみたい」と語ったとされるが、その後一時の気の迷いだったと釈明し、復帰はしなかった。

### HIV感染と引退

#### 引退発表

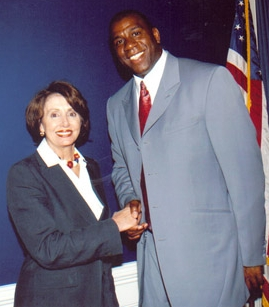
AIDS救済活動を行うジョンソン

1991-92シーズン開幕直前の1991年10月に、ジョンソンは生命保険の健康診断を受けた。その診断の結果、ジョンソンがHIVに感染していることが判明した。さらなる精密検査を受けたが結果は同様だった。同時に検査を受けたジョンソンの妻は感染していなかった。プロスポーツのスター選手がHIV感染者となるのは初めての事例であり、医師の勧めにより、ジョンソンは現役引退を決断。
11月7日、ジョンソンは記者会見を開き自らのHIV感染とバスケットボールからの引退を発表した。発表会見の現場には、NBAのコミッショナーデビッド・スターンやレイカーズの選手・元選手、ゼネラルマネージャーのジェリー・ウェストやオーナーのジェリー・バスなども同席した。
この記者会見は全米で放映されたのみならず、CNNなどを通じて全世界がジョンソンのHIV感染と引退をほぼ同時に知ることとなった。当時はまだエイズに関する大衆の意識が低かったこともあり、ジョンソンのような著名人のHIV感染の公表は世界に衝撃を与え、エイズに関する関心を高めることになった。
その後ジョンソンは、ブッシュ大統領の招請によりエイズ問題を扱う委員会への参加や、機会があるごとにエイズに関する啓蒙活動に務めていくこととなった。
ジョンソンは多数の女性と肉体関係を持ったことを認めた。また心当たりのある女性には自分がHIVに感染している事実を伝えたが、感染源が誰なのかは特定できないと述べた。またジョンソンが同性愛者なのではないかという疑いを完全に否定した。
引退し、NBAの1991-92シーズンの試合には一切出場がなかったが、オールスター戦のファン投票のマークシート用紙にはジョンソンの名前が記載され、ジョンソンは全選手中で最多の票数を得る。西軍の先発として出場することとなったジョンソンは、25得点、9アシスト。東軍のマイケル・ジョーダンやアイザイア・トーマスと1対1で対戦する。試合は西軍が勝利し、ジョンソンはMVPとなる。

### 引退後

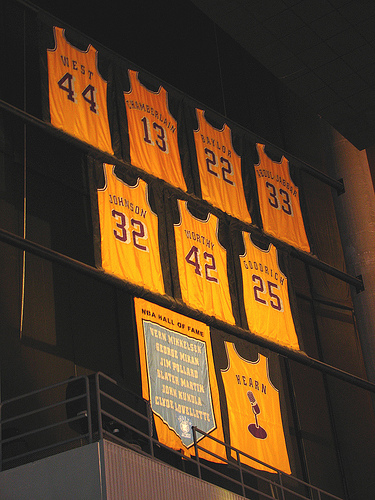
32はマジック・ジョンソンの永久欠番

1992年バルセロナオリンピックにてアメリカ代表に参加。オリンピックのバスケットボールアメリカ代表決定を行うUSAバスケットボールは、まずジョンソンに参加の話を持ちかけ、了承したジョンソンが怪我をしていたラリー・バードを説得。その後マイケル・ジョーダンら当時最高のメンバーが選出されることとなり、ドリームチーム結成となった。ドリームチームは金メダルを獲得する。

引退後の1992年から1994年にはスポーツニュース番組『NBC Sports』のコメンテーターに就任。1993-1994シーズンは短期間レイカーズの監督を務めるが、5勝11敗の成績に終わる。1994年以降はレイカーズの副社長に就任している。
1995-96シーズンに現役復帰、シーズン終盤の32試合でパワーフォワードとしてプレーした。1試合あたり14.6得点、6.9リバウンド、5.7アシストを記録した。
1990年代には、引退した選手などを集めて「マジック・ジョンソン・オールスターズ」を結成、世界中を巡業して各地のチームと試合をした。
2005年、往年の名選手カリーム・アブドゥル＝ジャバーや現役NBA選手であるカーメロ・アンソニー、アマーレ・スタウダマイアーらを迎えて、バスケットボールの基礎を伝授する教則DVD「MAGIC JOHNSON presents. MAGIC FUNDAMENTALS – Comprehensive」に出演。2007/10/26、同DVD日本語字幕版（邦題：マジック・ジョンソン・プレゼンツ：「マジック・ファンダメンタルズ Vol.1」基礎編）を発売した。
2018年夏にレイカーズの社長に就任。レブロン・ジェームズなどを獲得し、王朝復活を目指すも、2018-19シーズンは37勝45敗で終了。6年連続プレーオフ不出場に終わり、2019年4月に辞任。尚、レイカーズは翌シーズンに10年ぶりの優勝を果たしている。
2019年NBAアウォーズにて、ラリー・バードとともに生涯功労賞を受賞した。

## 選手としての特徴
マジック・ジョンソンに関しては、パスの技術についての評価が高い。彼のパスは多彩であり、誰もが予想しないパスをしばしば見せた。全く見ていない方向に繰り出す、いわゆる「ノールックパス」を得意とした。更にノールックパスをする選手の中でも、パスの前に2度3度とフェイクを入れたり、レッグスルーやハンドリングなどの複雑な動きを絡めたりするノールックパスは彼独自のものである。特にパスの前のフェイクの巧さ、複雑さは凄まじく、めまいを誘うような連続シュートフェイク、パスフェイクに相手選手はわけが分からなくなりその場に棒立ちになってしまうことが多く、また相手選手のみならずカメラマンまで引っかかってしまい、まだボールを持っているマジックを画面から消してしまうこともあった。
スポーツジャーナリストやNBAアナリストとして有名なスティーブン・A・スミスは自身がコメンテーターを務める『ESPN』の番組『First Take』で「マジック・ジョンソンはサイズがあって力強く、怪我の耐性もあり、そしてパスに関してはバスケットボールの歴史上彼に並ぶものはいなかった。典型的なポイントガードのイメージ、またポイントガードはどうあるべきかという面において、マジック・ジョンソンは別格だ」と評した。
生涯通算アシスト数は10,141で、レイカーズ歴代1位、NBAでも歴代7位。プレーオフの通算アシスト記録2,346を保持。1983年、1984年、1986年、1987年と4度リーグのアシスト王。1試合当たりの生涯平均アシスト数は11.2で歴代1位。歴代最長の46試合連続2桁アシスト等、アシストに関する多数の記録を持つ。ジョン・ストックトンやジェイソン・キッドなどパスの名手と比較しての彼の特徴は、先述のノールックパスを生かしたファストブレイクでのパスの裁き方で、早い展開でのとっさの視野の広いプレーをした。
ジョンソンのように206cmの高身長ながらポイントガードを務める選手は、当時珍しかっただけでなくNBAの歴史上でも稀である。それほどの長身にもかかわらずポイントガードでプレーし続けることができたのは高校・大学のコーチの理解によるところや、NBA入りしてからも218cmのセンター・カリーム・アブドゥル＝ジャバーがチームメイトにいたことなど、環境に恵まれたこともあるが、ジョンソン自身がガードの中においても高い身体能力とボールハンドリングを備えていた事が大きい。
マジック・ジョンソン以降、彼にあこがれて長身でもポイント・ガードでプレーすることを希望する選手が増えたが、チームに他に長身でリバウンドやポストプレーをこなせる選手がいないとセンターやフォワードへの転向を余儀なくされてしまう例が多い。オーランド・マジックに1993年にドラフトされたアンファニー・ハーダウェイは201cmのポイント・ガードだったが、その後得点力を生かすためにシューティング・ガードに転向させられている。ミネソタ・ティンバーウルブズに1995年にドラフトされた高卒選手、ケビン・ガーネットは「史上初の7フィート（213cm）のポイント・ガードになりたい」と語っていたことがあるが、チーム事情もありスモール・フォワードから後にはパワー・フォワードでプレーしている。実際の身長は213cm以上あるらしいが、211cmと公表しているのは本人の抵抗の現れと見る向きもある。一方、フォワードということになっているラリー・バード（206cm）や元シカゴ・ブルズのスコッティ・ピッペン（201cm）はボールさばきやアシストパスも非常に巧みで、実質的にはチームのポイント・ガードをこなしていた例もある。
ジョンソンはパス・アシストに才能を持っていたのみならず、オールラウンドな選手であった。1試合で得点、リバウンド、アシスト、スティール、ブロックショットのうち3つの部門で2桁を上げるトリプル・ダブルを生涯で138回記録しており、NBA歴代3位である。歴代2位は1960年代を中心に活躍したオスカー・ロバートソンで、181回である。ジョンソンがNBA入りしてからトリプル・ダブルの成績を上げることが多いため、記録として認定されるようになった。ジョンソンは長らくNBAで最多のトリプル・ダブル達成者と言われてきたが、最近やっとロバートソンの時代の記録が詳しく調べられるようになり、ジョンソンよりもかなり多い達成回数であることが判明した。他にウィルト・チェンバレンもかなり多くの達成回数があると見られているが、記録が詳しくわかっていない試合も多い。
キャリア末期にはフリースローを非常に高い成功率で打っており、1988-89シーズンは成功率91.1%でリーグ首位を記録した。ラリー・バードも何度かこの部門でリーグ首位に立っており、翌1989-90シーズンには再びバードがフリースロー成功率でリーグ1位になった。 
「史上最高のポイントガード」を決めるランキングでは2位以下はランキングを決める媒体によってオスカー・ロバートソン、アイザイア・トーマス、ジョン・ストックトン、最近ではステフィン・カリー等の順位が入れ替わることがあるがマジック・ジョンソンはありとあらゆるランキングで必ず1位に選ばれていることから分かるように、彼の残したプレーや実績、NBAへの貢献度や偉大さは極めて絶大なものである。
1987年、1989年、1990年にレギュラーシーズンのMVPを受賞。1983年から1991年まで9年連続でオールNBAファーストチームに選出。オールスター戦には1980年から1992年まで13年連続で選出。このうち1990年と1992年はMVPを受賞。プレーオフでは、1980年、1982年、1987年にファイナルMVP受賞。
1996年には、「NBA50年の偉大な50人の選手」の一人に選ばれた。2002年にはバスケットボール殿堂入りを果たした。
ESPNが発表した「歴代最高のポイントガードTOP10」では1位である。
練習の必要性を熟知している一人でもあり、「どんなプレイヤーでもベストを尽くして練習しなくては、最高のプレイをすることができない。」と語っている。

## 私生活

### ビジネス

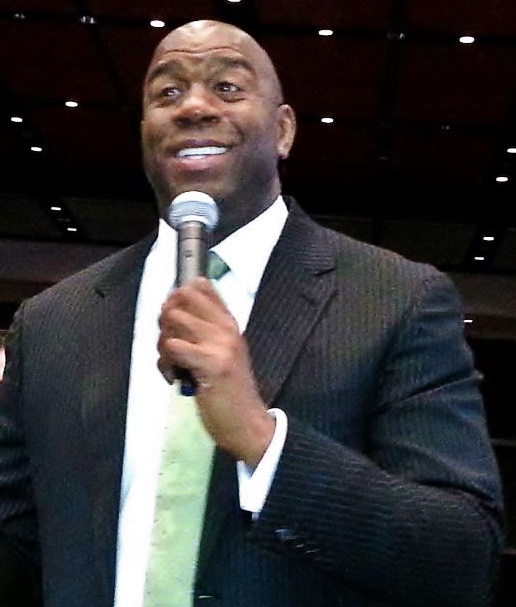
2013年4月25日、テキサス州ヒューストンのジョージ・R・ブラウン・コンベンション・センターにてスピーチをするジョンソン

1993年に Johnson Development Corporation (JDC) を設立、同社のCEOに就任。1994年以降、同社は全米5か所にシネマコンプレックス Magic Johnson Theater を展開。1998年、JDC はコーヒーショップ経営のスターバックスと共同出資で Urban Coffee Opportunities (UCO) を設立。UCOは全米70か所以上にスターバックスの店舗を展開している。
JDC は2001年以降、Canyon-Johnson Realty Advisors と共同で Canyon Johnson Urban Fund を経営、全米の主要都市で不動産業・土地開発業を営んでいる。また Washington Mutual と共同で全米の主要都市で住宅ローンの事業に携わっている。
このほか、ジョンソンは1998年に The Magic Hour という番組のホストを務めている。また1991年にマイケル・ジャクソンが発表したアルバム「デンジャラス」のセカンドシングル「リメンバー・ザ・タイム」で、エジプトが舞台となって撮影されたビデオクリップに、エディ・マーフィと共に出演している。
2010年、ロサンゼルスへNFLチームを誘致することに強い関心を持っていることを明かし、NFLチームのオーナーになる障害となるロサンゼルス・レイカーズの株を売却していたことが明らかになった。
2012年、ロサンゼルス・ドジャース買収の投資グループに参加し、共同オーナーの一人となる。

### 政治
民主党支持者である。2006年には、カリフォルニア州の知事選に出馬したフィル・アンジェリデスを支持し、アーノルド・シュワルツェネッガー知事に対して不満を表明。「知事としてではなく、俳優としての彼が好きだ。」とコメントした。

## NBA個人成績

### レギュラーシーズン
| シーズン | チーム | GP  | GS  | MPG  | FG%  | 3P%  | FT%  | RPG | APG  | SPG | BPG | TO  | PPG  |
| -------- | ------ | --- | --- | ---- | ---- | ---- | ---- | --- | ---- | --- | --- | --- | ---- |
| 1979-80  | LAL    | 77  | 72  | 36.3 | .530 | .226 | .810 | 7.7 | 7.3  | 2.4 | 0.5 | 4.0 | 18.0 |
| 1980–81  | LAL    | 37  | 35  | 37.1 | .532 | .176 | .760 | 8.6 | 8.6  | 3.4 | 0.7 | 3.9 | 21.6 |
| 1981-82  | LAL    | 78  | 77  | 38.3 | .537 | .207 | .760 | 9.6 | 9.5  | 2.7 | 0.4 | 3.7 | 18.6 |
| 1982–83  | LAL    | 79  | 79  | 36.8 | .548 | .000 | .800 | 8.6 | 10.5 | 2.2 | 0.6 | 3.8 | 16.8 |
| 1983–84  | LAL    | 67  | 66  | 38.3 | .565 | .207 | .810 | 7.3 | 13.1 | 2.2 | 0.7 | 4.6 | 17.6 |
| 1984–85  | LAL    | 77  | 77  | 36.1 | .561 | .189 | .843 | 6.2 | 12.6 | 1.5 | 0.3 | 4.0 | 18.3 |
| 1985–86  | LAL    | 72  | 70  | 35.8 | .526 | .233 | .871 | 5.9 | 12.6 | 1.6 | 0.2 | 3.8 | 18.8 |
| 1986-87  | LAL    | 80  | 80  | 36.3 | .522 | .205 | .848 | 6.3 | 12.2 | 1.7 | 0.4 | 3.8 | 23.9 |
| 1987-88  | LAL    | 72  | 70  | 36.6 | .492 | .196 | .853 | 6.2 | 11.9 | 1.6 | 0.2 | 3.7 | 19.6 |
| 1988–89  | LAL    | 77  | 77  | 37.5 | .509 | .314 | .911 | 7.9 | 12.8 | 1.8 | 0.3 | 4.1 | 22.5 |
| 1989–90  | LAL    | 79  | 79  | 37.2 | .480 | .384 | .890 | 6.6 | 11.5 | 1.7 | 0.4 | 3.7 | 22.3 |
| 1990–91  | LAL    | 79  | 79  | 37.1 | .477 | .320 | .906 | 7.0 | 12.5 | 1.3 | 0.2 | 4.0 | 19.4 |
| 1995–96  | LAL    | 32  | 9   | 29.9 | .466 | .379 | .856 | 5.7 | 6.9  | 0.8 | 0.4 | 3.2 | 19.5 |
| 通算     | 通算   | 906 | 870 | 36.7 | .520 | .303 | .848 | 7.2 | 11.2 | 1.9 | 0.4 | 3.2 | 19.5 |

### プレーオフ
| シーズン | チーム | GP  | GS  | MPG  | FG%  | 3P%  | FT%  | RPG  | APG  | SPG | BPG | PPG  |
| -------- | ------ | --- | --- | ---- | ---- | ---- | ---- | ---- | ---- | --- | --- | ---- |
| 1980     | LAL    | 16  | 16  | 41.1 | .518 | .250 | .802 | 10.5 | 9.4  | 3.1 | 0.4 | 18.3 |
| 1981     | LAL    | 3   | 3   | 42.3 | .388 | .000 | .650 | 13.7 | 7.0  | 2.7 | 1.0 | 17.0 |
| 1982     | LAL    | 14  | 14  | 40.1 | .529 | .000 | .828 | 11.3 | 9.3  | 2.9 | 0.2 | 17.4 |
| 1983     | LAL    | 15  | 15  | 42.9 | .485 | .000 | .840 | 8.5  | 12.8 | 2.3 | 0.8 | 17.9 |
| 1984     | LAL    | 21  | 21  | 39.9 | .551 | .000 | .800 | 6.6  | 13.5 | 2.0 | 1.0 | 18.2 |
| 1985     | LAL    | 19  | 19  | 36.2 | .513 | .143 | .847 | 7.1  | 15.2 | 1.7 | 0.2 | 17.5 |
| 1986     | LAL    | 14  | 14  | 38.6 | .537 | .000 | .766 | 7.1  | 15.1 | 1.9 | 0.1 | 21.6 |
| 1987     | LAL    | 18  | 18  | 37.0 | .539 | .200 | .831 | 7.7  | 12.2 | 1.7 | 0.4 | 21.8 |
| 1988     | LAL    | 24  | 24  | 40.2 | .514 | .500 | .852 | 5.4  | 12.6 | 1.4 | 0.2 | 19.9 |
| 1989     | LAL    | 14  | 14  | 37.0 | .489 | .286 | .907 | 5.9  | 11.8 | 1.9 | 0.2 | 18.4 |
| 1990     | LAL    | 9   | 9   | 41.8 | .490 | .200 | .886 | 6.3  | 12.8 | 1.2 | 0.1 | 25.2 |
| 1991     | LAL    | 19  | 19  | 43.3 | .440 | .296 | .882 | 8.1  | 12.6 | 1.2 | 0.0 | 21.8 |
| 1996     | LAL    | 4   | 0   | 33.8 | .385 | .333 | .848 | 8.5  | 6.5  | 0.0 | 0.0 | 15.3 |
| 通算     | 通算   | 190 | 186 | 39.7 | .506 | .241 | .838 | 7.7  | 12.3 | 1.9 | 0.3 | 19.5 |

## 栄典
アメリカ合衆国: 大統領自由勲章- （2025年）